# 糸印

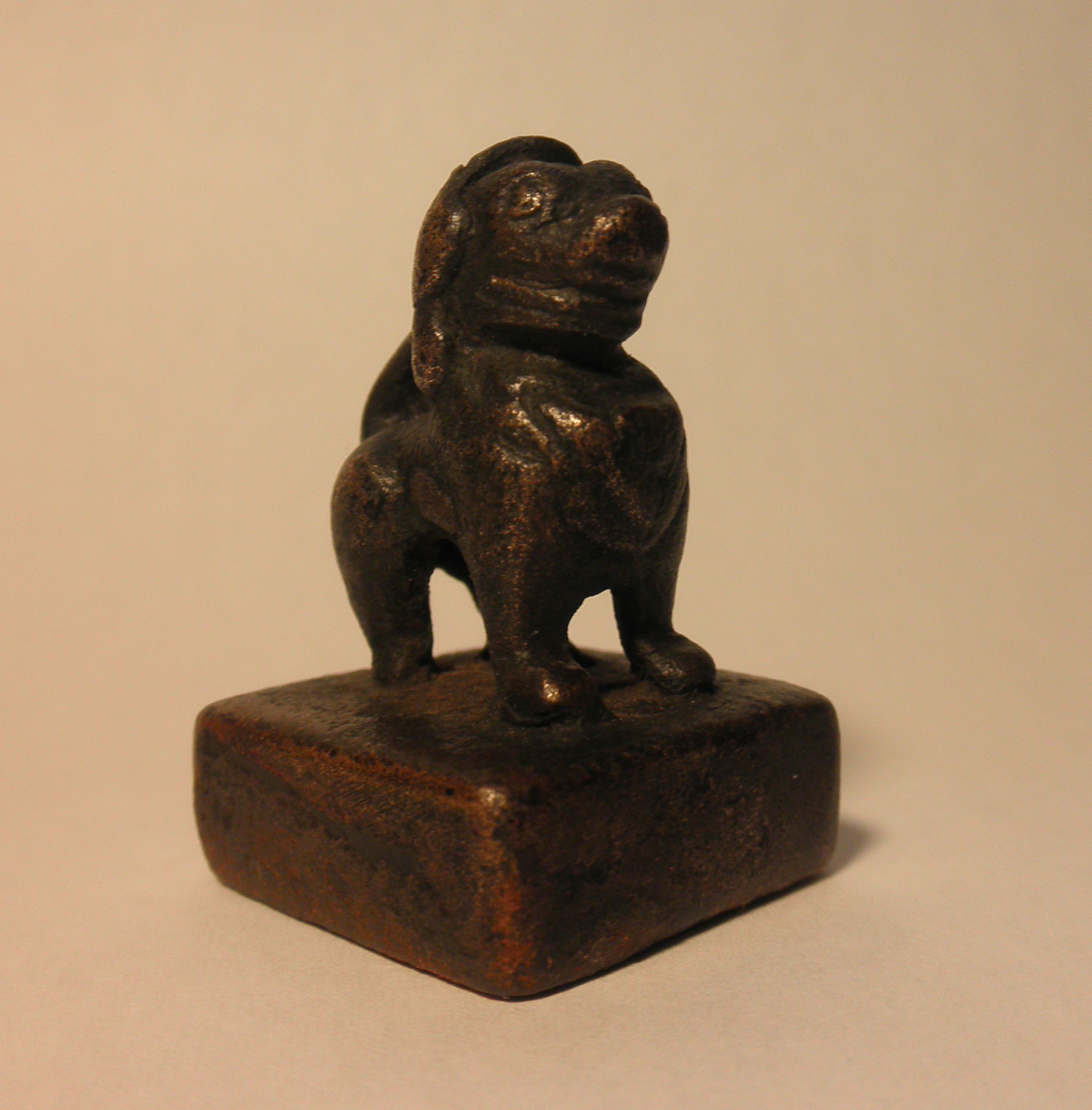
狛犬紐の糸印

糸印（いといん）は、明代の中国で造られ、戦国時代から桃山時代までに日本にもたらされた、鋳銅製の印章のことである。

## 形状
高さは平均3 – 4センチメートル、重さは50グラム程度。多くが良質の青銅製で深みのある地色を出す。稀に黄銅や赤銅がある。割型製法なので中空となり見た目より軽い。印面は薄い板状になっており、鈕の部分は動物鈕・人物鈕を中心に多種多様で200種類以上確認されている。例外なく綬を通す為の孔が穿たれている。印面は正方形・円形が多いが、それ以外にも多様な形状がある。
その印文はほとんどが陽刻であり、一見漢字のようであるがその9割は判読できない。辛うじて読める文字には「封」・「封信」・「平安家書」などのような書信に関係するものから吉語印などが見られ、捺印したときのことを考慮しない左右反転していない文言もある。肖生印（図案）も僅かだが見られる。これらの印文や鈕は同じものが多く、それらの多様な組合せがある。他と全く重複していない糸印は少ない。

## 仮説
糸印の本来の用途は、日明貿易における生糸輸入時の信証に利用したとする説が有力である。この説では、生糸を束ねる毎にひとつの糸印で封印し、また日本側での受領印としたとしている。その時期については室町時代の勘合貿易とする説、その後の慶長年間とする説がある。その他に文鎮説、根付説、高麗印の模倣説、仕入判（量産品）説などがある。
なお、日本産とする説もあったが、上海博物館に収蔵が確認されたことから中国で鋳造されたことが明らかとなった。

## 歴史

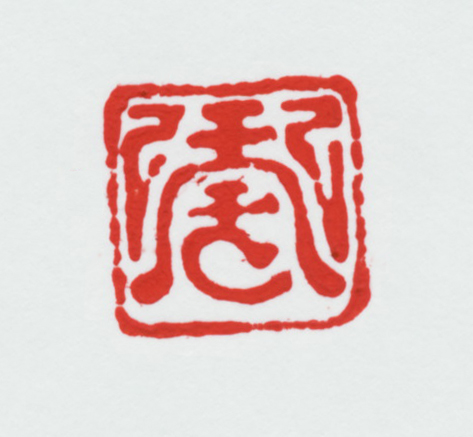
印影例

江戸時代には「古銅印」・「古鋳印」と呼ばれ、俗称では「干支印」・「紐印」・「博多印」とも呼ばれた。最初に糸印と呼んだのは明治30年「考古学雑誌」に「糸印の考」として発表した横井時冬である。
戦国時代の武将が好んで糸印を利用しているが、とりわけ豊臣秀吉の蚯蚓印の印判状はよく知られている。江戸時代初期には近衛信尹や小堀遠州などの風流人が、画家では狩野探幽、土佐光起や円山応挙、谷文晁、高久靄厓、椿椿山などが好んで自らの落款印としている。印聖と呼ばれる高芙蓉は糸印を愛し、編纂した印譜に印影を載せている。また芙蓉の校定した『古銅印彙』などは収録のすべてが糸印の印影である。
糸印は根付の起源として有力で、舶載された糸印を帯に提げるうちに日本独自の根付が発達したとものとする。初期のころの根付には糸印そっくりのものがある。
糸印は、現在も好事家の間で収集・愛玩の対象となっている。